# Andreas Kaufmann (Fußballspieler)
Andreas Kaufmann (* 6. Oktober 1973 in Konstanz) ist ein deutscher Fußballspieler.

## Laufbahn
Nachdem Andreas Kaufmann seine Laufbahn bei unterklassigen Vereinen aus Konstanz begonnen hatte, wurde er zum SC Freiburg geholt, wo er hauptsächlich als Spieler der zweiten Mannschaft Einsatzzeit bekam. Insgesamt sechs Mal lief er von 2001 bis 2006 zudem für das Profiteam auf, zum ersten Mal im September 2001 gegen den FC Schalke 04. Beim Ausscheiden des Sportclubs im DFB-Pokal gegen SV Darmstadt 98 stand er im November 2001 zudem in der Startelf. In den folgenden Spielzeiten wurde zu einer festen Kraft der Freiburger Amateure. Im Profiteam konnte er sich aber nie endgültig festspielen. Insgesamt drei Mal wurde er in der ersten und zwei Mal in der zweiten Bundesliga eingesetzt.
In der zweiten Mannschaft wurde Kaufmann schließlich Kapitän und war an der Oberliga-Meisterschaft 2007/08 beteiligt. Zum Ende der Saison 2007/08 beendete Kaufmann im Alter von 34 Jahren seine aktive Laufbahn. Des Weiteren war er zeitweise auch für die Deutsche Studenten-Elf aktiv. Heute spielt er noch für den VfR Pfaffenweiler in der Bezirksliga Freiburg, wo er unter anderem mit seinen früheren Mitspieler vom SC Freiburg Dominik Wohlfarth auflief.